# Cazuela (comida)

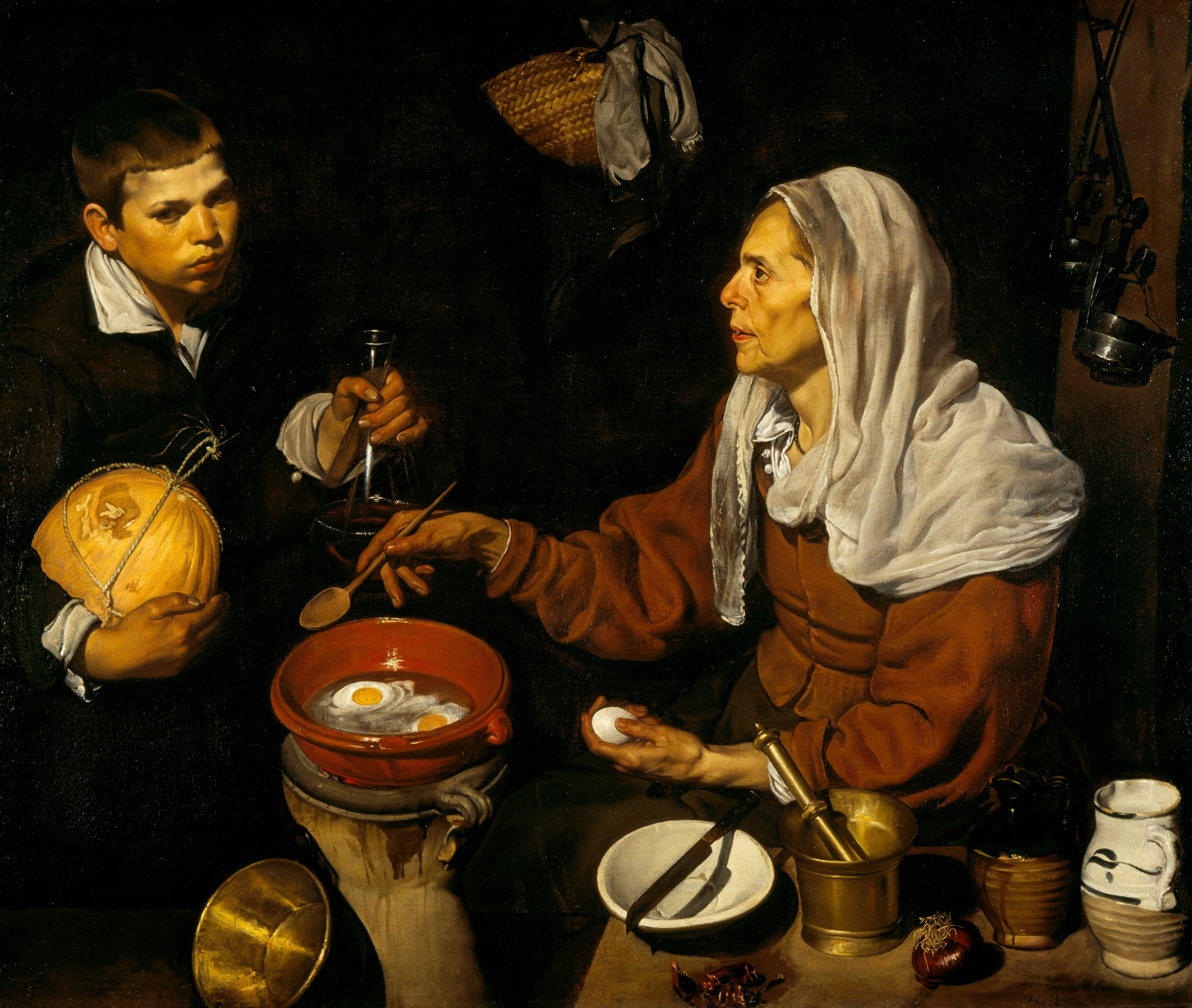
Un ejemplo del uso de la cazuela de barro en la Sevilla del, en el cuadro Vieja friendo huevos, pintado por Diego Velázquez en 1618.

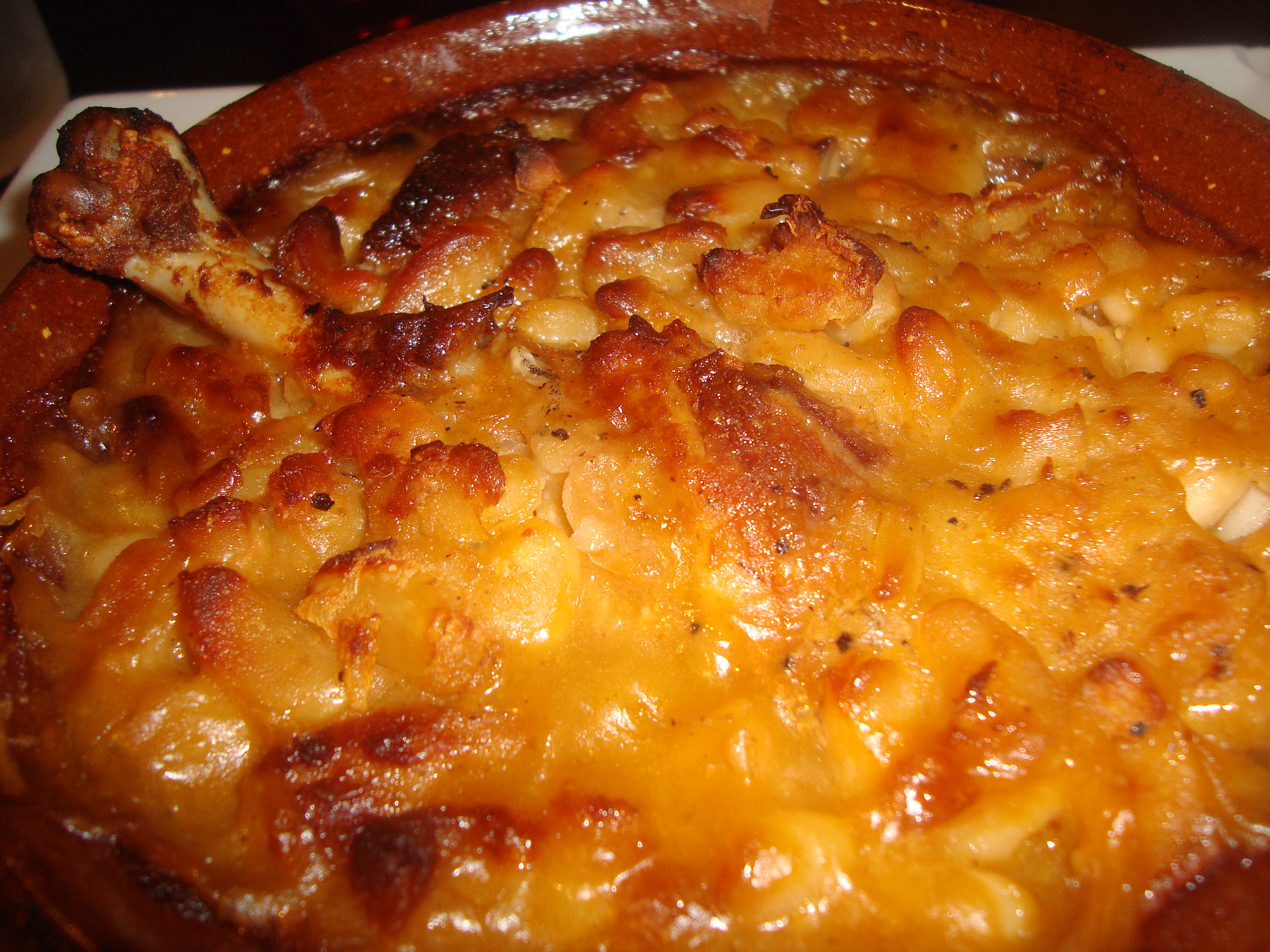
Cassoulet, Carcassonne (Francia).

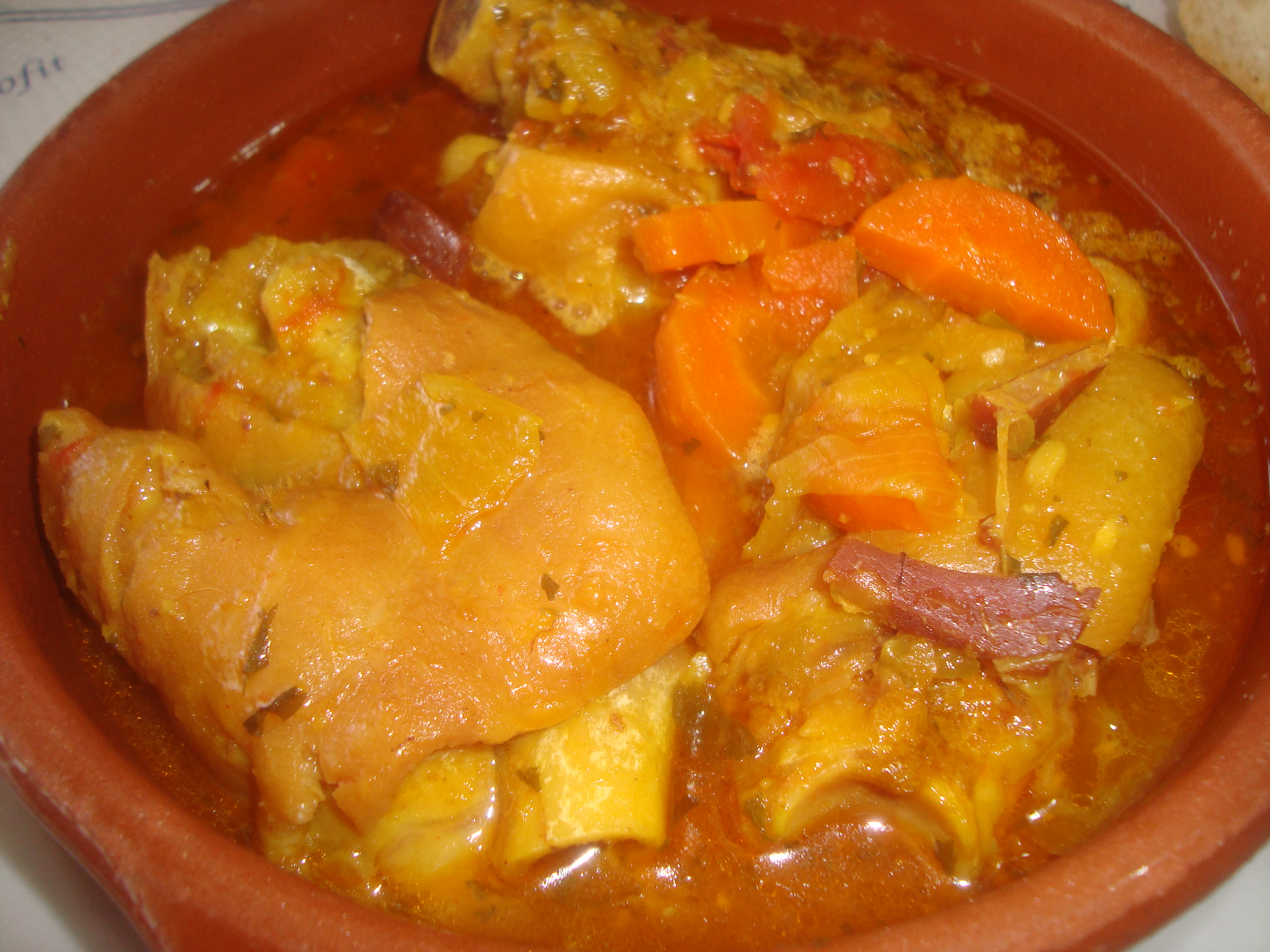
Cazuela de ración de manitas de cerdo (España).

La cazuela es un plato típico en las gastronomías, principalmente en Chile y  Perú, también en Argentina, Ecuador, Colombia, Venezuela, Uruguay, España, Francia, Reino Unido, Italia, México, Estados Unidos, Portugal, Bolivia y otros países íberoamericanos. Recibe ese nombre por el tipo de recipiente en el que está cocinado, que suele ser una vasija de la familia de las ollas, de cuerpo bajo y vidriado en su interior. Como recipiente que preserva el calor cumple un doble servicio de cocinado y vajilla de mesa; en la cocina se hace uso preferente para contener aquellos platos que se introducen al horno.

## Origen legendario
La olla podrida u olla poderida, posible hermana mayor de la cazuela, es mencionada por Miguel de Cervantes en el Quijote y aún se cocina con ese nombre en Extremadura y otras partes de la Meseta Central española. En el interior de la provincia de Valencia se llama cazuela al arroz al horno. En América, ha quedado la noticia semi-legendaria de que en un improvisado almuerzo ofrecido en 1826 al almirante Manuel Blanco Encalada se le sirvió, entre otras exquisiteces, una cazuela de capón castellano, plato que, como la olla podrida, pudo ser introducido en América por los conquistadores a partir del siglo XVIII.
Sin embargo es posible que la cazuela americana tenga un origen misterioso. Los mapuches preparaban “corri achawal”, suerte de caldo de ave (pavo o gallina araucana) que lleva papas, zapallo, choclo o chuchoca, porotos verdes, pimentones, quínoa, ají,  hierbas silvestres. Podía llevar carne de guanaco, pudú o huemul denominándose "corri ilo". Probablemente por metonimia los españoles denominaron como "cazuela".

## Cazuelas latinoamericanas
La cazuela es uno de los platos gastronómicos más populares de América Latina, del que se encuentra la más amplia variedad según el país en el que se le pruebe, pero el origen presenta varias versiones.

### La cazuela argentina
En Argentina la cazuela es considerada un plato tradicional, con muchas presencia en algunas gastronomías regionales, como la cuyana.
En su forma clásica la cazuela argentina es cazuela de pollo o gallina, cocinada con choclos, papas, arroz, arvejas, cebollas, zanahorias, tomates y condimentos.
En Argentina también se prepara cazuela de mariscos, especialmente en las ciudades con puertos marítimos, como Mar del Plata. La cazuela de mariscos argentina se cocina con los mariscos habituales en sus costas marítimas: mejillones, calamares, langostinos y camarones, cocinados con cebolla, tomate, ajo, morrón y zanahoria.
Otras cazuelas presentes en la gastronomía argentina son la cazuela de cordero patagónico en la Patagonia, donde también se prepara con luche o alga, la cazuela de guanaco (servida en pan de campo con chicharrones), así como cazuelas características del Noroeste, como la cazuela de cabrito y la cazuela de llama.

### La cazuela chilena

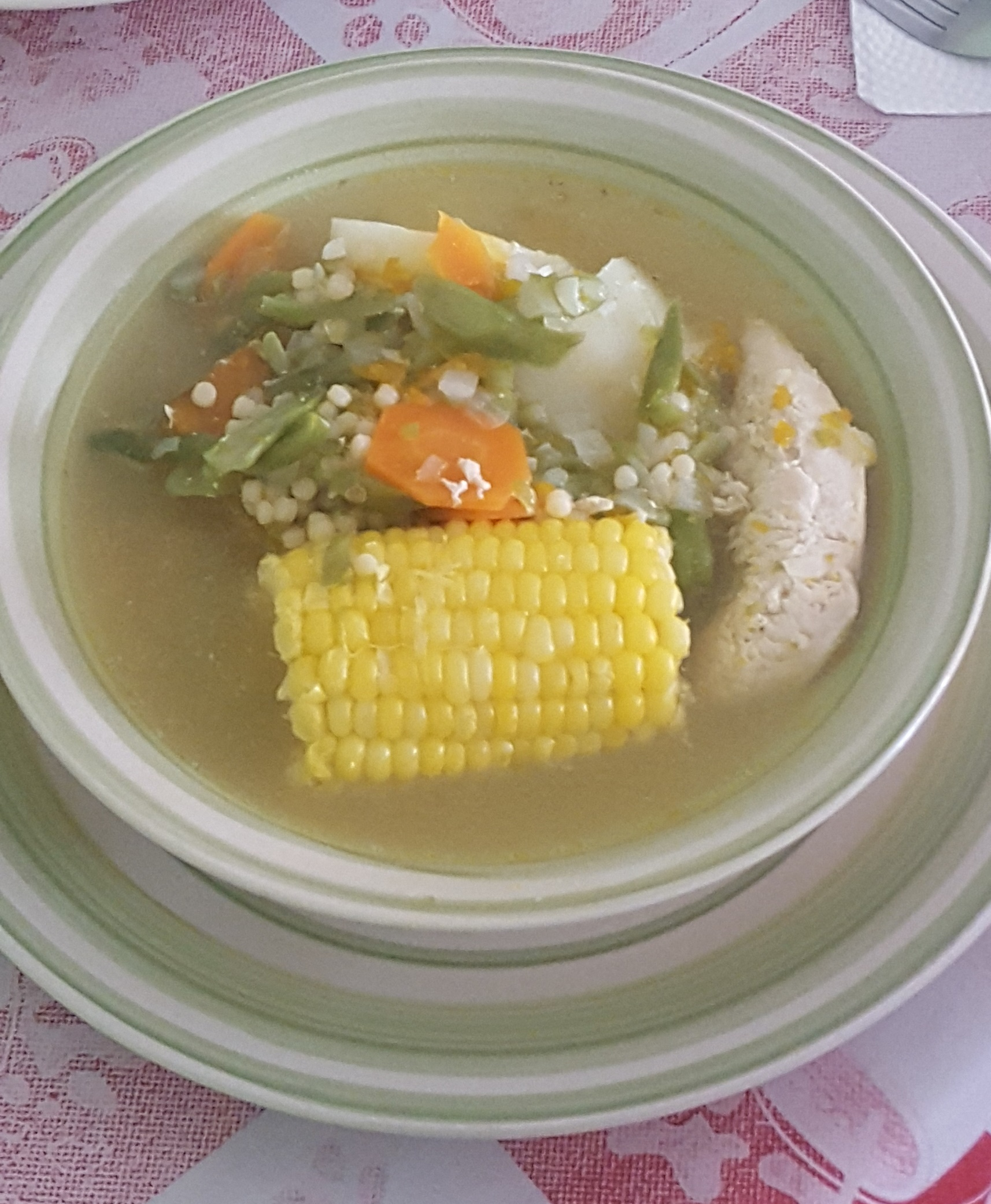
Plato de cazuela de pollo, típico de la gastronomía chilena

La cazuela es en Chile un plato típico, elaborado con una presa de carne de vacuno, de pollo, de pavo, de ganso o de gallina de campo, más verduras variadas: zapallo, choclo, papa. A veces se le añade arroz, chuchoca u otras verduras. Por su composición se aproximaría al sancocho de los países caribeños. 
Las cazuelas chilotas se elaboran con algún tipo de carne o mariscos, papas picadas, pueden llevar repollo, algas y otras verduras como zanahorias o arvejas. Algunas cazuelas chilotas son la cazuela de cordero con luche (espinazo de cordero y luche), la cazuela de cholgas secas (cholgas y repollos) o "cazuela chilota" y la cazuela de chancho ahumado con repollos.
Se cree que el plato se originó un día de improvisado almuerzo ofrecido al almirante Manuel Blanco Encalada, a quien se le sirvió una cazuela de capón castellano.[cita requerida] Pero hay así mismo una cazuela aún más antigua, que se remonta a los tiempos de la olla podrida, un plato introducido en Chile por los conquistadores españoles y que desde el siglo XVIII alcanzaría popularidad y variedad de presentaciones transformándola en la cazuela.[cita requerida]
No solo en América Latina presenta la cazuela una gran variedad, sino incluso en Chile es imposible hablar de una única cazuela. Así encontramos que en el norte son típicas las cazuelas de vacuno o llama, y que en la mayoría de las veces lleva quinua en lugar de arroz. En la zona central predomina la cazuela de vacuno y ave, acomapañada de arroz, destacando en esta zona la cazuela de pava espesada con chuchoca. Un poco más al sur, en Chillán, es tenida por la más exquisita de todas las cazuelas chilenas. Aún más al sur, a la altura de Chiloé, encontramos las ricas cazuelas de chancho y cordero que además de las verduras comunes llevan luche picado, es decir un plato de alto poder reconstituyente e indicado contra el frío.[cita requerida]

### La cazuela ecuatoriana

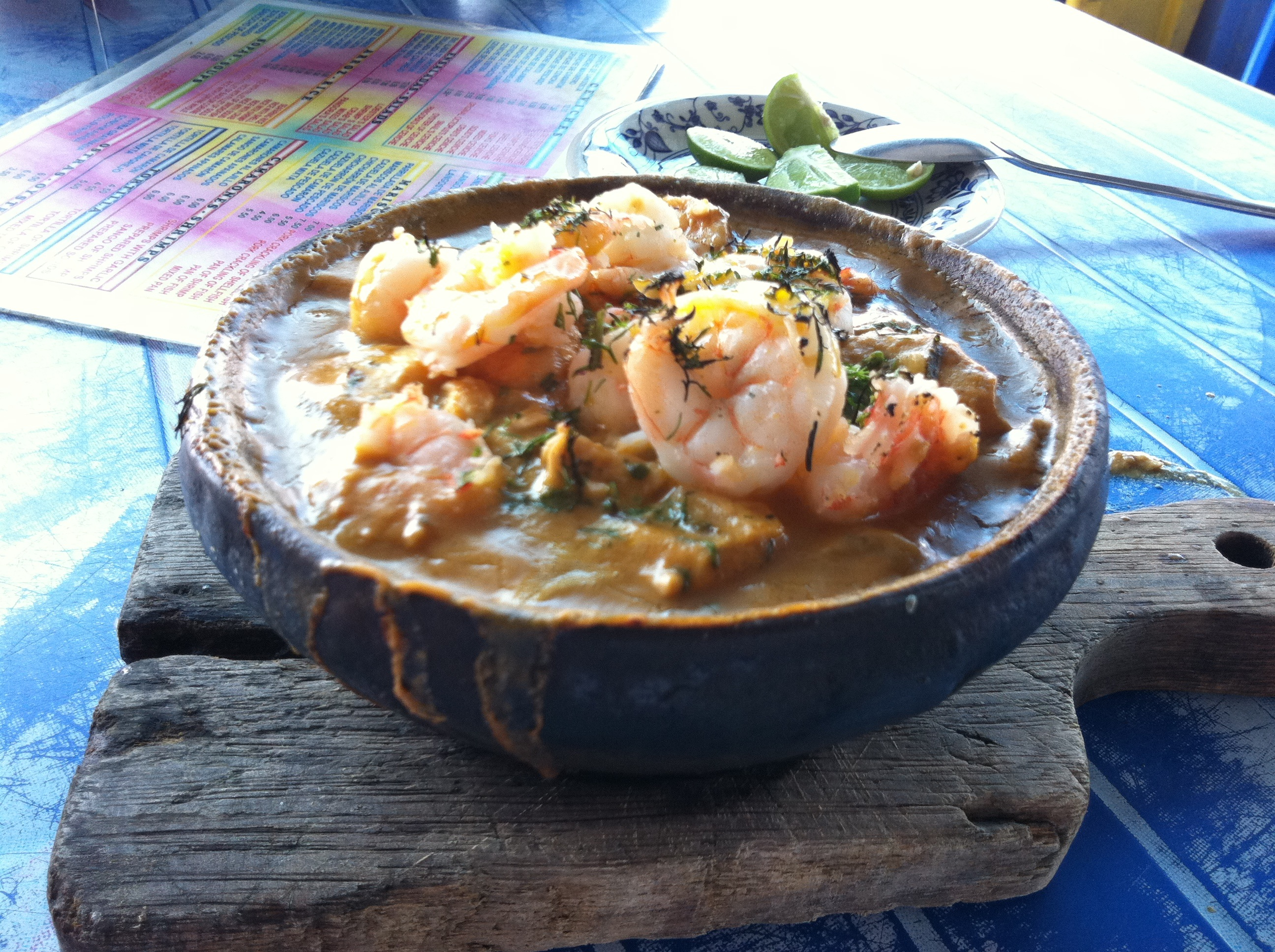
Cazuela ecuatoriana

Es un plato típico de la costa ecuatoriana y se prepara únicamente de mariscos, cocido al horno, con una masa hecha a base de plátanos verdes rayados, con la consistencia de un budín. La masa es pre-cocida a fuego lento, sobre un sofrito hecho de cebolla picada y tomate, condimentada con ajo, comino, achiote, culantro y maní molido. Luego esta masa es colocada en moldes de barro (greda), en los que previamente se había colocado trozos de pescado o camarones. Los moldes de barro son luego introducidos al horno hasta su completa cocción. La cazuela ecuatoriana de mariscos se sirve, generalmente, acompañada de arroz blanco, limón y ají.

### La cazuela mexicana
En el norte de México existen varios guisos de carne de res que reciben este nombre. En la cocina de Sinaloa se cuece carne para puchero con ajo y hierbas de olor, el caldo se condimenta con tomate y cebolla. Las verduras más utilizadas son ejote, calabacita, elote y zanahoria. En cambio, en Sonora y Durango se utiliza carne seca con chile verde, papas, tomate, cebolla, ajo y cilantro.

### La cazuela peruana

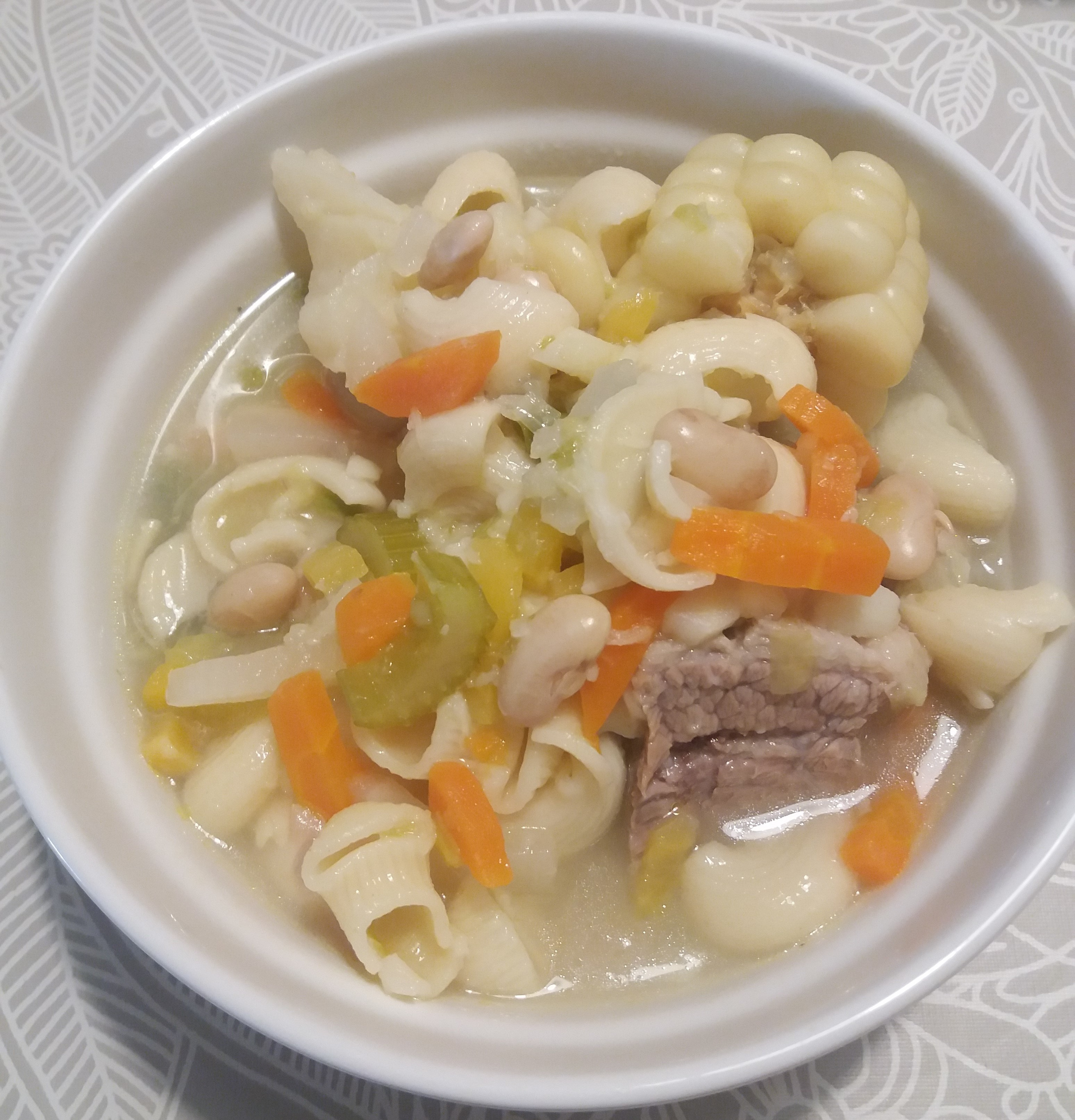
Cazuela peruana

La cazuela de pescado y la cazuela de cordero son platos típicos de la costa peruana y se preparan con camote, papas, carne de cordero, choclo, zapallo, ají verde, y otras verduras.